# Gmina Szydłowo (Powiat Pilski)
Die Gmina Szydłowo ist eine Landgemeinde im Powiat Pilski der polnischen Woiwodschaft Großpolen. Ihr Sitz ist das gleichnamige Dorf (deutsch Groß Wittenberg) mit etwa 750 Einwohnern.

## Geographie
Die Gemeinde liegt im Nordwesten der Woiwodschaft Großpolen und grenzt im Westen und Nordwesten an die Woiwodschaft Westpommern. Nachbargemeinde ist dort Wałcz. Die weiteren Nachbargemeinden sind Jastrowie sowie Tarnówka im Norden, Krajenka im Nordosten, die Kreisstadt Piła (Schneidemühl) im Südwesten und Trzcianka im Süden.

## Geschichte
Die Gemeinde gehörte von 1975 bis 1998 zur Woiwodschaft Piła.

## Partnerschaften
Gemeindepartnerschaften bestehen mit Blato in Kroatien, Domnitz in Sachsen-Anhalt, Deutschland und Dömös in Ungarn.

## Gliederung
Zur Gmina Szydłowo gehören 18 Dörfer mit Schulzenämtern (sołectwa):
| - Dobrzyca (Borkendorf) - Dolaszewo (Hasenberg) - Gądek (Arnsmühl) - Jaraczewo (Klein Wittenberg) - Kłoda (Kegelsmühl) - Kotuń (Kattun) - Krępsko (Kramske) - Leżenica (Riege) - Leżenica-Kolonia - Nowa Łubianka (Neu Lebehnke) | - Nowy Dwór (Neuhof) - Pokrzywnica (Krummfließ) - Róża Wielka (Rose) - Skrzatusz (Schrotz) - Stara Łubianka (Lebehnke) - Szydłowo (Groß Wittenberg) - Tarnowo-Zabrodzie (Seegenfelde-Gramattenbrück) - Zawada (Springberg) |

Weitere kleinere Orte sind Coch PGR, Cyk (Klappstein), Dąbrowa-Kolonia, Furman, Klęśnik (Marienfelde), Kolonia Busz, Leśny Dworek, Pluty (Ulrichsfelde), Płytnica (Plietnitz), Róża Wielka-Kolonia, Różanka (Rosengut) und Wildek.

## Verkehr
Durch den Norden der Gemeinde verläuft die Landesstraße DK10, die ehemalige Reichsstraße 104. Die Woiwodschaftsstraße DW179 führt in die Kreisstadt Piła.
Der Bahnhof Szydłowo Krajeńskie liegt an der Bahnstrecke Piła–Ulikowo und die Bahnhöfe Stara Lubianka sowie Płytnica an der Bahnstrecke Piła–Ustka.